# Area metropolitana di Omaha-Council Bluffs

Localizzazione dell'area metropolitana tra gli stati del Nebraska (sinistra) e Iowa (destra).

L'area metropolitana di Omaha-Council Bluffs è un'area metropolitana degli Stati Uniti d'America che comprende le città di Omaha nel Nebraska e Council Bluffs in Iowa, oltre alle zone circostanti.
L'area metropolitana di Omaha-Council Bluffs ha una popolazione di 829.890 (stima 2007). L'area metropolitana, come definito dall'Ufficio della gestione e del bilancio, si compone di otto contee - cinque in Nebraska e tre in Iowa. Tre di queste contee hanno grandi aree urbane; le altre cinque consistono principalmente di comunità rurali, la maggior parte delle quali hanno una popolazione inferiori ai 1 000 abitanti.
| Area metropolitana di Omaha-Council Bluffs Popolazione |                 |
| 1950                                                   | 366.395         |
| 1960                                                   | 457.873         |
| 1970                                                   | 540.142         |
| 1980                                                   | 585.122         |
| 1990                                                   | 618.262         |
| 2000                                                   | 767.041         |
| 2007                                                   | 829.890 (stima) |